# Туржанський Борис Олександрович
Борис Олександрович Туржанський (9 березня 1900 — 14 червня 1948) — радянський льотчик, перший Герой Радянського Союзу за бойові заслуги (31 грудня 1936 року), брат О. О. Туржанського.

## Біографія
Борис Олександрович Туржанський народився 9 березня 1900 року в місті Смоленську у родині службовця. Навчався в 1-му Смоленському реальному училищі, а потім у Смоленській гімназії. Після переїзду в Москву у 1915 році, навчався в Московському художньому училищі. Брав участь у Громадянській війні: 1918—1919 — молодший телефоніст, мотоцикліст 1-го корпусного і 7-го винищувального авіаційних загонів 9-ї армії Південного і Південно-Східного фронтів, у 1920 — шофер політуправління 9-ї армії Кавказького фронту.
- 1921 — закінчив Єгор'євську військово-теоретичну авіаційну школу і Зарайську льотну школу початкового навчання.
- 1922 — закінчив Качинську військову авіаційну школу льотчиків.
- 1923 — закінчив Московську вищу авіаційну школу і Серпуховську авіаційну школу повітряної стрільби та бомбометання.
- 1923—1924 — льотчик-інструктор Качинської військової авіаційної школи льотчиків.
- 1924—1925 — служба в стройовій частині ВПС Київського військового округу.
- 1925—1927 — льотчик-інструктор Військово-повітряної академії імені М. Є. Жуковського.
- 1927—1936 — служба в стройовій частині ВПС Київського військового округу (помічник начальника штабу авіабригади, командир загону).
- 1929 — закінчив курси удосконалення командного складу при Військово-повітряної академії імені М. Є. Жуковського. Командир загону, ескадрильї, бригади (Білоруський і Закавказький військові округи)
- 1932—1933 — командував 7-ї винищувальної авіаескадрильї імені Дзержинського.
- 1934—1936 — командував авіабригадою у місті Баку, що прикриває нафтопромисли. Навчив бригаду нічних польотів. Обирався членом уряду Закавказької республіки. За відмінну роботу нагороджений мотоциклом «Харлей».
- 1936 — слухач оперативного факультету Військово-повітряної академії імені М. Є. Жуковського.
- 22 жовтня 1936 — 11 лютого 1937 — брав участь у Громадянській війні в Іспанії командиром авіагрупи І-15 Північного фронту. Поранений, внаслідок чого осліп на одне око. Отримав медаль Героя Радянського Союзу (№ 12).
- 1937 — льотчик-інспектор Управління ВПС РСЧА.
- 1937—1939 — льотчик-випробувач військової прийомки авіазаводу № 1 у Москві. Випробовував літаки І-15біс і І-153.
- 1939—1941 — начальник льотно-випробувальної станції авіазаводу № 1. Випробовував винищувачі І-153, Міг-1 і Міг-3.
- Липень 1941 — у складі 1-ї окремої винищувальної авіаційної ескадрильї ППО Москви ніс нічні бойові чергування на Центральному аеродромі.
- Липень — грудень 1941 — начальник льотно-випробувальної станції авіазаводу № 301 міста Хімки Московської області. Випробовував винищувачі Як-1 і Як-7.
- 1941—1943 — начальник льотно-випробувальної станції авіазаводу № 153 міста Новосибірська. Випробовував винищувачі Як-7, Як-9, їх модифікації.
- З 1943 — начальник льотно-випробувальної станції авіазаводу № 82 міста Тушино. Випробовував винищувачі Як-7, Як-9, їх модифікації.
- 1945 — льотчик-випробувач 1-го класу.
- 14 червня 1948 — помер від важкої хвороби в Москві, похований на Вірменському кладовищі.

## Подвиг
Ведучи активні повітряні бої в бойових діях в Іспанії, ескадрилья під його командуванням збила 6 літаків противника (Туржанський особисто збив 3 літаки). 20 грудня 1936 року під час вимушеної посадки після бою отримав важкі поранення (в горах винищувач скапотував), в результаті складної черепної операції втратив око і був відправлений на батьківщину.
За мужність і героїзм, виявлені при виконанні військового та інтернаціонального обов'язку, комбригу Туржанському Борису Олександровичу 31 грудня 1936 року присвоєно звання Героя Радянського Союзу. Він став першим Героєм Радянського Союзу, який отримав це звання за бойові заслуги. 4 листопада 1939 року йому вручена медаль «Золота Зірка».

## Пам'ять
- У місті Зарайськ встановлено обеліск і пам'ятна дошка.
- У березні 1971 року ім'ям Туржанського названий надзвуковий ракетоносець.

## Нагороди
- Медаль «Золота Зірка» Героя Радянського Союзу;
- два ордена Леніна;
- два ордени Червоного Прапора;
- орден Вітчизняної війни I ступеня;
- орден Червоної Зірки;
- медалі.